# Jami
Jami   (Torbat-e Jam, 7 de novembre de 1414 - Herat, 9 de novembre de 1492) fon un poeta sufí persa, considerat l'últim poeta místic iranià. Poeta que és conegut pels seus èxits com a erudit prolífic i escriptor de la literatura mística sufí. Va ser principalment un destacat poeta-teòleg de l'escola d’Ibn al-Arabí i un Khwājagānī Sũfī, reconegut per la seva eloqüència i per la seva anàlisi de la metafísica de la misericòrdia. Les seves obres poètiques més famoses són Haft Awrang, Tuhfat al-Ahrar, Layla wa Majnun, Fatihat al-Shabab, Lawa'ih, Al-Durrah al-Fakhirah. Jami pertanyia a l'ordre sufí de Naqxbandiyya.

## Biografia
Jami, nascut Mowlanā Nūr Od-dīn ʿabd Or-raḥmān Ebn Aḥmad, va néixer a Khargird, al Khorasan en una família persa.  Anteriorment el seu pare Nizām al-Dīn Ahmad b. Shams al-Dīn Muhammad havia vingut de Dasht, un petit poble del districte d’Esfahan, per la qual cosa signà les primeres obres com a Dashti; el nom de Jami el prendria anys més tards en referència a la ciutat de Torbat-e Jam i a la paraula jâm (copa), de la qual ell es considerava una gota: als cinc anys son pare el portà a escoltar el mestre Khwâjah MuhammadPârsâ, xeic de la tarîqah naqshbandiyyah, que s'havia aturat a Dasht camí de la Meca, un encontre que l'orientà cap al misticisme. Pocs anys després del seu naixement, la seva família va emigrar a Herat, on va poder estudiar peripatisme, matemàtiques, literatura persa, ciències naturals, llengua àrab, lògica, retòrica i filosofia islàmica a la Universitat Nizamiyyah. El seu pare, també sufí, es va convertir en el seu primer mestre i mentor. Mentre estava a Herat, Jami va ocupar un lloc important a la cort timúrida, involucrat en la política, l'economia, la filosofia i la vida religiosa de l'època. Jami era un musulmà sunnita.
Com que el seu pare era de Dasht, el seu nom primerenc de Jami era Dashti, però més tard, va optar per utilitzar Jami per dues raons que va esmentar més tard en un poema:
| « | مولدم جام و رشحهء قلمم جرعهء جام شیخ الاسلامی است لاجرم در جریدهء اشعار به دومعنی تخلصم جامی است El meu lloc de naixement és Jam, i la meva ploma Ha begut de (coneixement) Sheikh Ahmad-e Jami Per tant, als llibres de poesia El meu nom és Jami per aquests dos motius. | » |

Jami va ser un mentor i amic del famós poeta turc Alisher Navoi, com ho demostren els seus poemes:
| « | او که یک ترک بود و من تاجیک، هردو داشتیم خویشی نزدیک. U ki yak Turk bud va man Tajik Hardu doshtim kheshii nazdik Tot i que ell era turc, i jo sóc tadjik, Estàvem a prop l'un de l'altre. | » |

Posteriorment, va marxar a Samarcanda, el centre d'estudis científics més important del món musulmà i hi va completar els seus estudis. Es va embarcar en un pelegrinatge que va millorar molt la seva reputació i va consolidar encara més la seva importància pel món persa. Jami tenia un germà anomenat Molana Mohammad, que aparentment era un home erudit i un mestre en música, i Jami té un poema que lamenta la seva mort. Jami va tenir quatre fills, però tres d'ells van morir abans d'arribar al primer any. El fill supervivent es deia Zia-ol-din Yusef i Jami va escriure el seu Baharestan per a aquest fill.

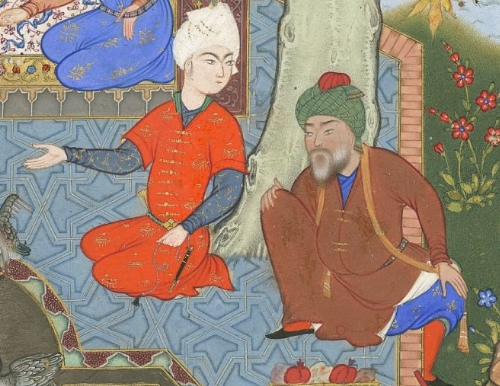
Jove que busca el consell del seu pare sobre l'amor al Haft Awrang de Jami, a la història Un pare aconsella al seu fill sobre l'amor

Al final de la seva vida vivia a Herat. El seu epitafi diu «Quan el teu rostre m'amaga, com la lluna amagada en una nit fosca, vesso estrelles de llàgrimes i, tanmateix, la meva nit segueix fosca malgrat totes aquelles estrelles brillants». Hi ha diverses dates sobre la seva mort, però la majoria afirma que va ser el novembre de 1492. Tot i que, la data real de la seva mort és una mica desconeguda, l'any de la seva mort marca el final de la seva major poesia i contribució, però també un any cabdal de canvi polític on Espanya ja no va ser habitada pels àrabs després de 781 anys. El seu funeral va ser dirigit pel príncep d'Herat i va anar un gran nombre de persones que van demostrar el seu profund impacte.
Segons els seus biògrafs, de jove fon un estudiant exemplar —un dels seus mestres a Samarcanda, Qâzî Rûm, digué d'ell que «ningú igual havia creuat l'Amudarià i entrat a la ciutat de la seua fundació ençà»— i excel·lí en l'estudi alcorànic; però en aquella època tingué una visió i se'n tornà a Herat, on seguí a Sa’d ad-Dîn Muhammad al-Kâshgharî, el qual esdevindria el seu xeic i sogre.
Jami visqué quasi tota la vida a Herat, llevat de dos breus pelegrinatges a Mashad i Hijaz: la seua fama com a escriptor era tal que rebé ofertes de mecenatge per part dels mestres de l'islam, però ell rebutjà esdevindre poeta de cort i s'estimà més viure com un místic —la seua obra, de fet, no conté cap de panegíric.
De fet, a la mort del seu sogre, el càrrec de xeic l'ocupà ‘Ubayd Allâh al-Ahrâr, encara que Jami podia rebre els aspirants en la tarîqah, entre els quals dos deixebles seus que li farien de biògrafs: ‘Abdal-Ghafûr Lârî i ‘Alî Shîr Nawâ’î; en morir Jami, el sultà dirigí el funeral, multitudinari, i va ser soterrat als afores d'Herat junt amb el seu mestre Sa’d ad-Dîn.

## Ensenyaments i sufisme
En el seu paper de xeic sufí, que va començar el 1453, Jami va exposar una sèrie d'ensenyaments sobre el seguiment del camí sufí. Va crear una distinció entre dos tipus d'esperits sufís, ara coneguts com a esperit profètic i místic. Jami és conegut tant per la seva extrema pietat com per la seva mística. Es va mantenir un acèrrim sunnita en el seu camí cap al sufisme i va desenvolupar imatges de l'amor terrenal i la seva ocupació per representar la passió espiritual del cercador de Déu. Va començar a interessar-se pel sufisme a una edat més primerenca quan va rebre la benedicció d'un associat principal Khwaja Mohammad Parsa que va arribar per la ciutat. Des d'allà va buscar l'orientació de Sa'd-alDin Kasgari basant-se en un somni on se li va dir que prengués Déu i es convertís en el seu company. Jami va seguir a Kasagari i els dos es van unir després del matrimoni de Jami amb la néta de Kasgari. Era conegut pel seu compromís amb Déu i el seu desig de separació del món per apropar-se a Déu, fet que sovint oblidava les normalitats socials.
Després de la seva reaparició en el món social, es va implicar en un ampli ventall d'actius socials, intel·lectuals i polítics al centre cultural d'Herat. Es va dedicar a l'escola d'Ibn Arabi, enriquint molt, analitzant i també canviant l'escola o Ibn Arabi. Jami va continuar creixent en la comprensió de Déu a través de visions i gestes miraculoses, amb l'esperança d'aconseguir una gran consciència de Déu en companyia d'un beneït per Ell. Creia que hi havia tres objectius per assolir la presència permanent amb Déu a través de la incessant i el silenci, no ser conscient del propi estat terrenal i un estat constant de guia espiritual. Jami va escriure sobre el seu sentiment que Déu estava a tot arreu i inherentment en tot. També va definir termes clau relacionats amb el sufisme, com el significat de la santedat, el sant, la diferència entre el sufí i el que encara s'esforça pel camí, els cercadors de culpa, els diferents nivells de tawhid i les gestes carismàtiques dels sants. Sovint, la metodologia de Jami no seguia l'escola d'Ibn Arabi, com en el tema de la dependència mútua entre Déu i les seves criatures Jami va declarar «Nosaltres i tu no estem separats els uns dels altres, però et necessitem, mentre que tu no ens necessites».
Jami va crear una unitat global emfatitzada en una unitat amb l'amant, l'estimat i la persona estimada, eliminant la creença que estan separats. Jami va ser influenciat de moltes maneres per diversos predecessors i sufís actuals, incorporant les seves idees a les seves i desenvolupant-les encara més, creant un concepte completament nou. Segons la seva opinió, l'amor per Mahoma va ser el pas fonamental per començar el viatge espiritual. Jami va servir com a mestre a uns quants seguidors i a un estudiant que va demanar ser el seu alumne que va afirmar no haver estimat mai ningú, va dir: «Vés a estimar primer, després vine a mi i t'ensenyaré el camí». Durant diverses generacions, Jami va tenir un grup de seguidors que representaven el seu coneixement i impacte. Jami continua sent conegut no només per la seva poesia, sinó per les seves tradicions erudites i espirituals del món de parla persa. En l'anàlisi de l'obra de Jami, la contribució més gran pot haver estat la seva anàlisi i discussió de la misericòrdia de Déu cap a l'home, redefinint la manera d'interpretar els textos anteriors.

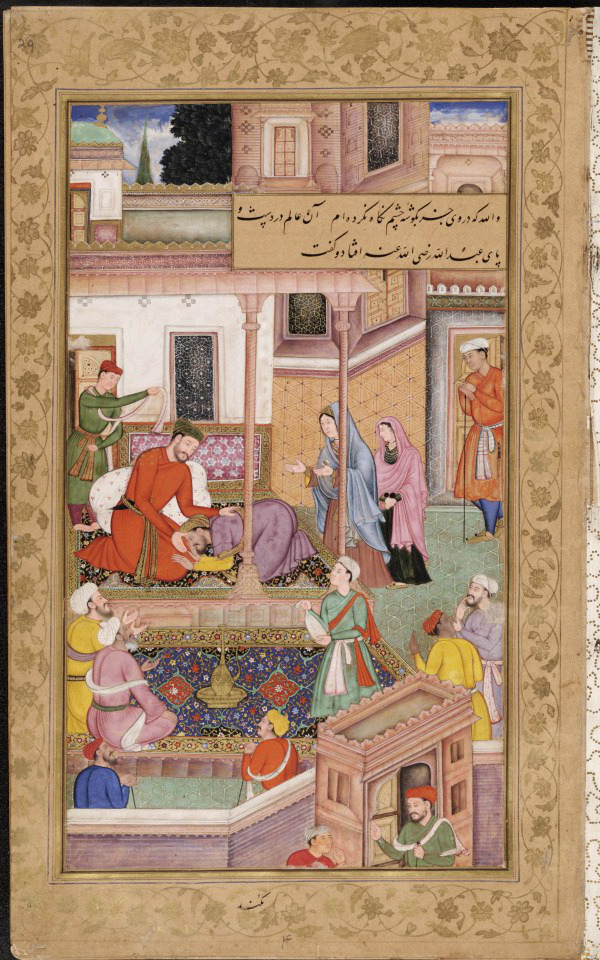
Il·lustració del Bahâristân, datada l'any 1595, amb dues línies de guió inclòs

## Obra
L'obra de Jami comprén comentaris de l'Alcorà, tractats sobre el sufisme (Lava’iḥ) o sobre la música; la seua obra poètica, buida d'artifici, es correspon amb el seu vessant místic: la seua obra més coneguda és el poemari Haft Awrang («els set trons»), que inclou poemes com Salmān o-Absāl o Yūsof o-Zalīkhā, influït pel poeta romàntic Neẓāmī.
Ha sigut traduït a l'anglès (Salaman and Absal) per Edward FitzGerald.

## Obra d'art
Jami també és conegut perquè la seva poesia influeix i s'inclou amb pintures perses que representen la història persa a través de pintures manuscrites. La major part de la seva pròpia literatura incloïa il·lustracions que encara no eren habituals per a la literatura. La poesia profunda que ofereix Jami sol acompanyar-se de pintures enriquides que reflecteixen la complexitat de l'obra de Jami i la cultura persa.

## Impacte de les obres de Jami

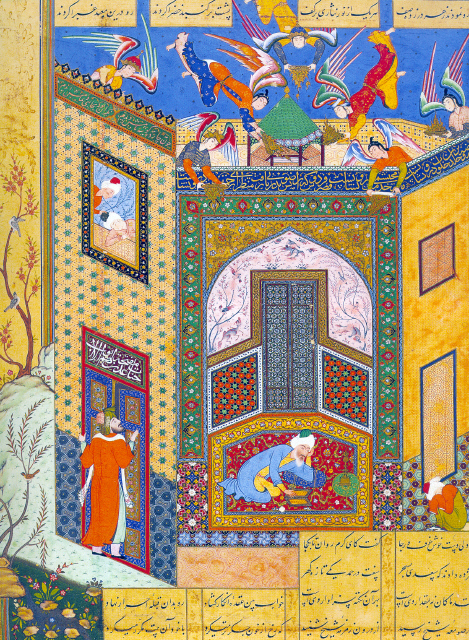
Il·lustració del Jardí de roses dels piadosos de Jami, datada el 1553. La imatge combina poesia persa i miniatura persa en una sola, com és la norma per a moltes obres de la literatura persa.

Jami va treballar a la cort timurida d'Herat ajudant-se com a intèrpret i comunicador. La seva poesia reflectia la cultura persa i era popular a l'Est islàmic, Àsia Central i el subcontinent indi. La poesia de Jami abordava idees populars que van provocar l'interès de sufí i no sufí per la seva obra. Va ser conegut no només per la seva poesia, sinó per les seves obres teològiques i comentaris sobre la cultura. El seu treball va ser utilitzat en diverses escoles des de Samarcanda fins a Istanbul passant per Khayrābād a Pèrsia així com a l'Imperi mogol. Durant segles Jami va ser conegut per la seva poesia i el seu profund coneixement. En l'últim mig segle, Jami ha començat a ser descuidat i les seves obres oblidades, la qual cosa reflecteix un problema general en la manca d'investigació dels estudis islàmics i perses. La seva poesia va arribar a l'Imperi Otomà, a causa de l'emigració del poeta Basiri a Istanbul.
Entre les seves obres destaquen:
- Baharestan (morada de la primavera) Modelat sobre el Gulestan de Saadi
- Diwanha-ye Sehganeh (Triplet Divans)
- Al-Fawaed-Uz-Ziya'iya.[26] Un comentari al tractat d'Ibn al-Hajib sobre la gramàtica àrab Al-Kafiya. Aquest comentari ha estat un element bàsic dels currículums de Madrasas otomanes sota el nom del seu autor Molla Cami.[27]
- Haft Awrang (Set trons) La seva obra poètica principal. La cinquena de les set històries és el seu aclamat Yusuf i Zulaykha, que explica la història de Josep i la dona de Potifar basada en l'Alcorà.
- Jame -esokanan-e Kaja Parsa
- Lawa'ih Un tractat sobre el sufisme (eixos de llum)
- Nafahat al-Uns (Respiracions de germanor) Biografies dels sants sufís
- Resala-ye manasek-e hajj
- Resala-ye musicqi
- Resala-ye tariq-e Kvajagan
- Resala-ye sarayet-e dekr
- Resala-ye so al o jawab-e Hendustan
- Sara-e hadit-e Abi Zarrin al-Aqili
- Sar-rešta-yetariqu-e Kājagān (La quintaessència del camí dels mestres)
- Shawahidal-nubuwwa (Signes distintius de la profecia)
- Tajnīs 'al-luġāt (Homonímia/Punning de llengües) Obra lexicogràfica que conté lemmes homònims en persa i àrab.[28]
- Tuhfat al-ahrar (El regal al noble)[29]

Juntament amb les seves obres hi ha les seves aportacions a obres anteriors i obres que s'han creat com a resposta a les seves noves idees.

## Llegat

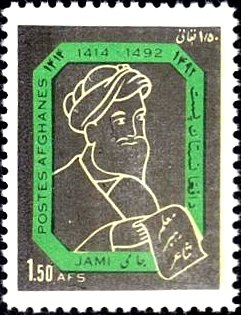
Mawlana Jami a Stamp of Afghanistan, 1968

Poc després de la mort de Jami, i amb la reconfiguració de les fronteres, l'aparició del 'món persa' amb imperis com els safàvida, l'uzbek, otomà i mogol: les seves obres es van difondre fins a regions com el Dècan. El terme món persa, una expressió relativament contemporània, indicaria regions com l'Afganistan, l'Iran i algunes regions d'Àsia Central. Tanmateix, els estudiosos contemporanis perceben l'ús d'aquesta paraula d'una manera més transnacional, és a dir, també tenen en compte totes les regions on el persa com a llengua, cultura i tradició va florir i desenvolupar-se. Per exemple, el subcontinent indi és una d'aquestes regions on el persa (des dels segles XV i XVI) va evolucionar i va tenir un paper important. El persa no només era la llengua de cort de l'Imperi mogol, sinó que també era la llengua dels discursos oficials dirigits pels intel·lectuals i la societat civil. Encara que els parlants nadius de persa de l'Iran sempre es van distingir dels seus homòlegs del sud d'Àsia. Els primers es consideraven superiors als segons. Malgrat la política de la llengua i la identitat geocultural, Jami va ser ben reconegut al subcontinent indi, durant la seva vida abans de la consolidació de l'Imperi mogol. Això va ser a causa de Mahmud Gavan ʿImad al-Din (m. 886/1481), un migrant de Gilani que estava al servei dels Bahman Shahs del Deccan. Gavan va convidar Jami a emigrar a l'Índia, però aquest es va negar educadament citant els problemes de salut de la seva mare. Tanmateix, quan un conegut es va veure temptat d'emigrar, Jami va afirmar que no abandonava «la pàtria de Khorasanian per a la terra negra de l'Índia». A través d'aquests dos casos, es pot veure la forta afinitat de Jami amb la terra persa.
En el context del subcontinent indi, el llegat i la influència de Jami en el període post-timurida es poden percebre significativament en uns quants casos. El primer emperador mogol Zahir al-Din Babur, a les seves memòries Baburnama, es va referir a Jami com a la màxima autoritat de l'època en totes les ciències i com a poeta de tal renom que la mera menció del seu nom és una font de benedicció. Segons el professor britànic-americà d'Estudis Perses Hamid Algar, no van ser els ghazals o cassidas de Jami, sinó els masnavis com Yusuf i Zulaykha els que es pensaven tan eminents en la mesura que els emperadors mogols posteriors a Babur com Humayun, Akbar, Jahangir, Xa Jahan van produir les seves versions pròpies de la narració fins al segle xix. La influència de Jami sobre l'urdú persa al subcontinent indi i molts poetes urdú com Ghalib també ha estat ben documentada al sud d'Àsia. Per exemple, un dels biògrafs contemporanis de Ghalib, Mehr Afshan Farooqi, mentre parla de l'anomenat estil indi o estil mogol-safàvida en el context de la història de la poesia persa, rastreja la influència persa en l'urdú fins a Baba Fighani, alumne de Jami.